# Kaprovec velkoústý
Kaprovec velkoústý (Ictiobus cyprinellus) zvaný bufalo je sladkovodní ryba z čeledi pakaprovcovitých. Původně obýval oblast Velkých jezer a povodí Mississippi, ale byl introdukován i do dalších oblastí Severní Ameriky. Vyhledává teplé stojaté vody, nevadí mu nedostatek kyslíku. Může dosáhnout délky přes jeden metr a hmotnosti 30 až 45 kilogramů. Živí se korýši a larvami hmyzu. Je oblíbenou lovnou rybou a jeho maso je chutné.
Kaprovec velkoústý je dlouhověký; stáří jednoho kusu bylo pomocí radioaktivního uhlíku stanoveno na 112 let.
Na českém území je kaprovec velkoústý od roku 1986 chován v akvakultuře, odkud však někteří jedinci unikli. Ve Vltavě byl uloven první volně žijící kaprovec velkoústý v Evropě.